# 第一院 (オランダ)

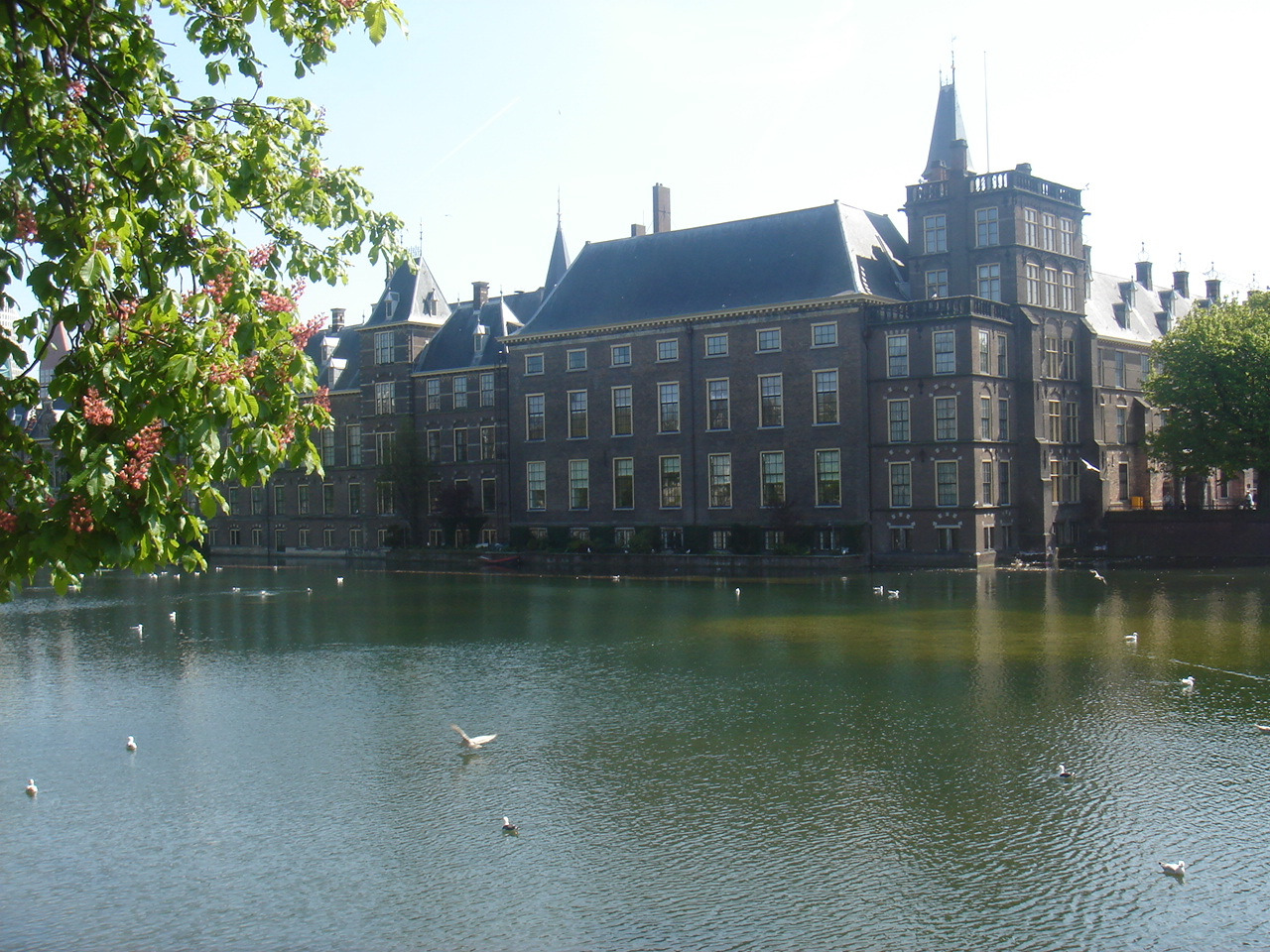
議事堂外観

第一院（だいいちいん、オランダ語：Eerste Kamer der Staten-Generaal、たんに Eerste Kamer とも）は、オランダの議会であるスターテン・ヘネラールにおける上院。第一院は1815年、ナポレオン戦争が終結してネーデルラント連合王国が成立した年に設立され、1830年のベルギー独立革命後も第一院は存続することになった。

## 概要
議員定数は75で、12ある州の議会が4年に1度、第一院の議員を選出する。政治的に優先される第二院とは異なり、第一院は1週間に1度しか開かれない。議員は長く続けている政治家や、ほかの活動を行っていて、国政ではあまり活動していない政治家であることが多い。第一院は送られてきた法案成立の可否を決定する権限を有するが、その法案を修正したり、あるいは自ら法案を作成したりすることはできない。第一院の議員は州議会による間接選挙で選出されているが、州議会自身はオランダの市民による4年に1度の選挙で選出されている。州議会の選挙が実施されたのちに第一院の議員の選挙が行われる。

## 政党別議席数
| 政党 | 政党 | 政党                                                      | 議席数  | 得票数 | ％    |
| ---- | ---- | --------------------------------------------------------- | ------- | ------ | ----- |
|      | BBB  | 農民市民運動（BoerBurgerBeweging）                        | 16 / 75 | 36,976 | 20.66 |
|      | VVD  | 自由民主国民党（Volkspartij voor Vrijheid en Democratie） | 10 / 75 | 22,194 | 12.4  |
|      | GL   | フルンリンクス（GroenLinks）                              | 7 / 75  | 17,313 | 9.67  |
|      | PvdA | 労働党（Partij van de Arbeid）                            | 7 / 75  | 15,862 | 8.86  |
|      | CDA  | キリスト教民主アピール（Christen-Democratisch Appèl）     | 6 / 75  | 13,136 | 7.34  |
|      | D66  | 民主66（Democraten 66）                                   | 5 / 75  | 11,144 | 6.23  |
|      | PVV  | 自由党（Partij voor de Vrijheid）                         | 4 / 75  | 10,922 | 6.1   |
|      | SP   | 社会党（Socialistische Partij）                           | 3 / 76  | 7,404  | 4.14  |
|      | CU   | キリスト教連合（ChristenUnie）                            | 3 / 75  | 6,595  | 3.68  |
|      | PvdD | 動物党（Partij voor de Dieren）                           | 3 / 75  | 8,560  | 4.78  |
|      | JA21 | 正しい答え2021（JA21）                                    | 3 / 75  | 8,289  | 4.63  |
|      | FvD  | 民主主義フォーラム（Forum voor Democratie）               | 2 / 75  | 4,866  | 2.72  |
|      | SGP  | 改革政党（Staatkundig Gereformeerde Partij）              | 2 / 75  | 4,436  | 2.48  |
|      | Volt | Volt Nederland                                            | 2 / 75  | 4,826  | 2.7   |
|      | 50+  | 50プラス（50PLUS）                                        | 1 / 75  | 3,264  | 1.82  |
|      | OPNL | Onafhankelijke Politiek Nederland                         | 1 / 75  | 3,183  | 1.78  |